# Konobar
Konobar, jedno od turističko-ugostiteljskih zanimanja, čiji je posao posluživanje hrane i pića u ugostiteljskim objektima. Korijen riječi dolazi od konoba. 
Kada od gostiju primi narudžbu, prenese ih osoblju u kuhinji (kuharu) ili na šanku (šankeru) i vodi računa o tome da goste podvore što brže i kvalitetnije. Konobarsko zanimanje uključuje i druge poslove vezane uz posluživanje gostiju, kao što su postavljanje stolova i njihovo pospremanje nakon upotrebe te ispostavljanje računa i naplata usluga.
Neovisno o tome rade li u restoranima koji pripremaju jela po narudžbi, u restoranima koji nude hranu pripremljenu brzo ili u točionicama (kafićima), od konobara se očekuje da budu ljubazni, točni, brzi i komunikativni. Budući da su konobari u stalnom i neposrednom kontaktu s gostima i kako reputacija ugostiteljskog objekta u kojem rade uvelike ovisi o njima, od njih se ne očekuje samo korektna usluga nego i to da gostu boravak učine što ugodnijim.
Upravo iz toga proizlaze razlike u obavljanju konobarskog posla. U nekim ugostiteljskim objektima to ovisi o njihovoj vrsti i kategoriji - od konobara se zahtjeva i obavljanje posebnih poslova, kao što su dočekivanje gostiju na ulazu u lokal, pratnja do stola, pridržavanje stolca pri sjedenju, pomoć pri odlaganju garderobe te savjetovanje pri odabiru jela (specijaliteta kuće).